# Paralimnophila (Paralimnophila) unicincta
Paralimnophila (Paralimnophila) unicincta is een tweevleugelige uit de familie steltmuggen (Limoniidae). De soort komt voor in het Australaziatisch gebied.